# 鲁莱-圣埃斯泰夫
鲁莱-圣埃斯泰夫（法語：Roullet-Saint-Estèphe，法語發音：[ʁulɛ sɛ̃.t‿ɛstɛf]）是法国夏朗德省的一个市镇，属于昂古莱姆区。该市镇于1972年由原市镇鲁莱（Roullet）和圣埃斯泰夫（Saint-Estèphe）合并而成。

## 地理
鲁莱-圣埃斯泰夫（45°35'1"N, 0°2'50"E）面积41.5 平方千米，位于法国新阿基坦大区夏朗德省，该省份为法国西部内陆省份，北起德塞夫勒省和维埃纳省，东临上维埃纳省，东南至多尔多涅省，南至多爾多涅省，西接滨海夏朗德省。
与鲁莱-圣埃斯泰夫接壤的市镇（或旧市镇、城区）包括：比拉克、夏朗德河畔新堡、克莱、拉库罗讷、埃特里亚克、博埃姆河畔穆捷、内尔萨克、锡勒伊、瓦勒德维涅、莫纳克-圣西默。
鲁莱-圣埃斯泰夫的时区为UTC+01:00、UTC+02:00（夏令时）。

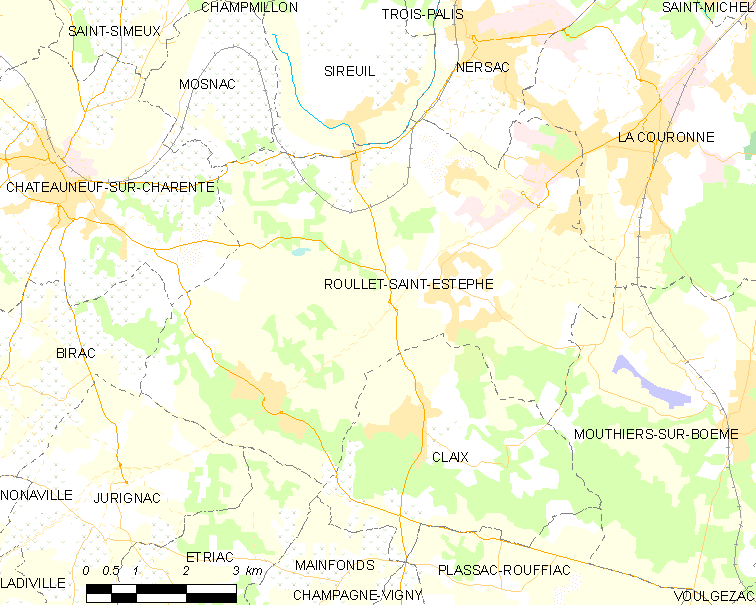
鲁莱-圣埃斯泰夫的OSM定位图

## 行政
鲁莱-圣埃斯泰夫的邮政编码为16440，INSEE市镇编码为16287。

## 政治
鲁莱-圣埃斯泰夫所属的省级选区为博埃姆-埃谢勒县。

## 人口

1962-2008年间鲁莱-圣埃斯泰夫人口变化图示

鲁莱-圣埃斯泰夫于2022年1月1日时的人口数量为4334人。